# NGC 6565
NGC 6565 é uma nebulosa planetária na direção da constelação de Sagittarius. O objeto foi descoberto pelo astrônomo Edward Pickering em 1880, usando um telescópio refrator com abertura de 15 polegadas. Devido a sua moderada magnitude aparente (+11,6), é visível apenas com telescópios amadores ou com equipamentos superiores.